# ISO 3166-2:CN
ISO 3166-2:CN es la entrada para China en ISO 3166-2, parte de le ISO 3166 normalización publicado por el Organización Internacional de Normalización (ISO), que define códigos para los nombres de los principales subdivisiones administrativas (p. ej. provincia o estados federales) de todos los países codificado en ISO 3166-1.
En la actualidad, para China los códigos ISO 3166-2 se definen para las siguientes organizaciones territoriales de nivel provincial:
- 23 provincias
- 5 regiones autónomas
- 2 Regiones administrativas especiales
- 4 municipios

## Observaciones
Taiwán se incluye como la provincia de Taiwán en razón de su estatus político en la Organización de las Naciones Unidas. Aunque tiene su jurisdicción de facto de la República de China, en lugar de la República Popular China, las Naciones Unidas no reconocen la República de China y lo consideran parte de China.[cita requerida]
Cada código consiste dos partes, delimitado por un guion. El primer parte es CN, el código chino en la ISO 3166-1 alpha-2. La segunda parte es dos dígitos, que se derivan del Código Guobiao GB/T 2260, los códigos numéricos de las subdivisiones de China. Excepto Hong Kong y Macao, los códigos numéricos son lo mismo que GB/T 2260. Hong Kong y Macao son 91 y 92 en la ISO pero son 81 y 82 en GB/T 2260.[cita requerida] El primero de los dos dígitos indica la región geográfica en China[cita requerida]:
- 1: China septentrional
- 2: China del Noreste
- 3: China oriental
- 4: China central meridional
- 5: China del Suroeste
- 6: China del Noroeste
- 7: Taiwán
- 9: Hong Kong y Macao (Regiones administrativas especiales)

## Códigos actuales
| Code  | Nombre de la subdivisión       | Nombre chino          | Categoría de la subdivisión    |
| ----- | ------------------------------ | --------------------- | ------------------------------ |
| CN-11 | Beijing                        | 北京 (Běijīng)        | Municipio                      |
| CN-12 | Tianjin                        | 天津 (Tiānjīn)        | Municipio                      |
| CN-13 | Hebei                          | 河北 (Héběi)          | Provincia                      |
| CN-14 | Shanxi                         | 山西 (Shānxī)         | Provincia                      |
| CN-15 | Nei Mongol (Mongolia Interior) | 内蒙古 (Nèi Ménggǔ)   | Región autónoma                |
| CN-21 | Liaoning                       | 辽宁 (Liáoníng)       | Provincia                      |
| CN-22 | Jilin                          | 吉林 (Jílín)          | Provincia                      |
| CN-23 | Heilongjiang                   | 黑龙江 (Hēilóngjiāng) | Provincia                      |
| CN-31 | Shanghái                       | 上海 (Shànghǎi)       | Municipio                      |
| CN-32 | Jiangsu                        | 江苏 (Jiāngsū)        | Provincia                      |
| CN-33 | Zhejiang                       | 浙江 (Zhèjiāng)       | Provincia                      |
| CN-34 | Anhui                          | 安徽 (Ānhuī)          | Provincia                      |
| CN-35 | Fujian                         | 福建 (Fújiàn)         | Provincia                      |
| CN-36 | Jiangxi                        | 江西 (Jiāngxī)        | Provincia                      |
| CN-37 | Shandong                       | 山东 (Shāndōng)       | Provincia                      |
| CN-41 | Henan                          | 河南 (Hénán)          | Provincia                      |
| CN-42 | Hubei                          | 湖北 (Húběi)          | Provincia                      |
| CN-43 | Hunan                          | 湖南 (Húnán)          | Provincia                      |
| CN-44 | Guangdong                      | 广东 (Guǎngdōng)      | Provincia                      |
| CN-45 | Guangxi                        | 广西 (Guǎngxī)        | Región autónoma                |
| CN-46 | Hainan                         | 海南 (Hǎinán)         | Provincia                      |
| CN-50 | Chongqing                      | 重庆 (Chóngqìng)      | Municipio                      |
| CN-51 | Sichuan                        | 四川 (Sìchuān)        | Provincia                      |
| CN-52 | Guizhou                        | 贵州 (Guìzhōu)        | Provincia                      |
| CN-53 | Yunnan                         | 云南 (Yúnnán)         | Provincia                      |
| CN-54 | Xizang (Tíbet)                 | 西藏 (Xīzàng)         | Región autónoma                |
| CN-61 | Shaanxi                        | 陕西 (Shǎnxī)         | Provincia                      |
| CN-62 | Gansu                          | 甘肃 (Gānsù)          | Provincia                      |
| CN-63 | Qinghai                        | 青海 (Qīnghǎi)        | Provincia                      |
| CN-64 | Ningxia                        | 宁夏 (Níngxià)        | Región autónoma                |
| CN-65 | Xinjiang                       | 新疆 (Xīnjiāng)       | Región autónoma                |
| CN-71 | Taiwán                         | 台湾 (Táiwān)         | Provincia                      |
| CN-91 | Hong Kong / Xianggang          | 香港 (Xiānggǎng)      | Región administrativa especial |
| CN-92 | Macao / Aomen                  | 澳门 (Àomén)          | Región administrativa especial |

## Otras entradas en ISO 3166-2
Taiwán, Hong Kong y Macao tienen también sus propias entradas oficiales en la ISO 3166-2.
| Código | Nombre de la subdivisión | Código Alfa-2 | Código ISO 3166-2 |
| ------ | ------------------------ | ------------- | ----------------- |
| CN-71  | Taiwán                   | TW            | ISO 3166-2:TW     |
| CN-91  | Hong Kong                | HK            | ISO 3166-2:HK     |
| CN-92  | Macao                    | MO            | ISO 3166-2:MO     |

## Cambios
Los siguientes cambios de entradas han sido anunciados en los boletines de noticias emitidos por el ISO 3166/MA desde la primera publicación del ISO 3166-2 en 1998, cesando esta actividad informativa en 2013.
| Informe     | Fecha de emisión | Descripción del cambio reportado                                                                                             | Cambio de código o subdivisión     |
| ----------- | ---------------- | --- | ---------------------------------- |
| Boletín I-2 | 2002-05-21       | Se añade una nueva entidad. Precisa especificación y corrección de los nombres de Pinyin. Se actualiza el origen de la lista | Subdivisiones añadidas:CN-92 Macau |
| Boletín I-6 | 2004-03-08       | Se suprime una forma de nombre en CN-15                                                                                      |                                    |

Los siguientes cambios a la entrada figuran en el listado del catálogo en línea de la ISO:
| Fecha real del cambio | Breve descripción del cambio | Cambio de código o subdivisión |
| --------------------- | --- | --- |
| 2017-11-23            | Cambio de códigos de subdivisión Cambio de nombre de subdivisión de CN-NM, CN-GX, CN-XZ, CN-NX, CN-XJ, CN-BJ, CN-TJ, CN-SH, CN-CQ, CN-HE, CN-SX, CN-LN, CN-JL, CN-HL CN-JS, CN-ZJ, CN-AH, CN-FJ, CN-JX, CN-SD, CN-HA, CN-HB, CN-HN, CN-GD, CN-HI, CN-SC, CN-GZ, CN-YN, CN-SN, CN-GS, CN-QH, CN-TW, CN-HK, CN-MO se añade una observación entre paréntesis al nombre de la subdivisión para CN-HK, CN-MO en inglés Se añade la región CN-MO en portugués Se actualizan el origen de la lista y de códigos | Cambio de código de subdivisión:CN-11 → CN-BJ CN-12 → CN-TJ CN-13 → CN-HE CN-14 → CN-SX CN-15 → CN-NM CN-21 → CN-LN CN-22 → CN-JL CN-23 → CN-HL CN-31 → CN-SH CN-32 → CN-JS CN-33 → CN-ZJ CN-34 → CN-AH CN-35 → CN-FJ CN-36 → CN-JX CN-37 → CN-SD CN-41 → CN-HA CN-42 → CN-HB CN-43 → CN-HN CN-44 → CN-GD CN-45 → CN-GX CN-46 → CN-HI CN-50 → CN-CQ CN-51 → CN-SC CN-52 → CN-GZ CN-53 → CN-YN CN-54 → CN-XZ CN-61 → CN-SN CN-62 → CN-GS CN-63 → CN-QH CN-64 → CN-NX CN-65 → CN-XJ CN-71 → CN-TW CN-91 → CN-HK CN-92 → CN-MO |
| 2018-11-26            | Corrección de la etiqueta del sistema de romanización | |
| 2019-11-22            | Cambio de idioma: de mon a zho para CN-NM | |
| 2021-11-25            | Cambio ortográfico de CN-NX; Se actualiza el origen de la lista | |